# Sporobolus rigens
El unquillo (Sporobolus rigens) es una especie de pastos en la familia de las poáceas.

## Distribución
Es endémica de Argentina (Buenos Aires, Catamarca, Chubut, Córdoba, Jujuy, La Pampa, Mendoza, Neuquén, Río Negro, Salta, San Juan, San Luis, Santa Fe, Tucumán) y de Chile.

## Descripción
Prospera en ambientes samófilo-salinos. Es perenne, de porte intermedio y de rizomas largos y profundos, no tiene valor forrajero, mas es importante como consolidadora de suelos arenosos; su hábito rizomatoso de crecimiento le provee del rol de especie dominante e inhibidora de otras spp.
Está amenazada por pérdida de hábitat.

## Taxonomía
Sporobolus rigens fue descrita por (Trin.) E.Desv. y publicado en Flora Chilena 6: 295. 1854.
Etimología
Sporobolus: nombre genérico que deriva del griego spora (semillas) y ballein (tirar), aludiendo a la semilla cuando se libera y (probablemente) por la manera, a veces por la fuerza, de su lanzamiento.
rigens: epíteto latino que significa "algo rígido".
Sinonimia
- Diachyrium arundinaceum Griseb.
- Diachyrium rigens (Trin.) Mez
- Epicampes arundinacea (Griseb.) Hack.
- Epicampes rigens (Trin.) Phil.
- Epicampes rigens Benth.
- Sporobolus arundinaceus (Griseb.) Kuntze
- Sporobolus rigens f. atacamensis Parodi
- Sporobolus rigens var. atacamensis (Parodi) Asteg.
- Vilfa grandiflora Nees ex Steud.
- Vilfa rigens Trin.[4][5]